# Joseph de Pestels
Pour les articles homonymes, voir Famille de Pestels et Pestel.
Joseph de Pestels (ou Pesteils ou Pestel ; né vers 1675 et mort à Altillac le 20 février 1751), chevalier de Normanville, seigneur de Vialore, est un militaire français qui se fit directeur de théâtre pendant quelques années. Il était capitaine au régiment de Noailles.
Il a dirigé le Théâtre de la Monnaie à Bruxelles de 1706 à 1708. Arrivé à Bruxelles en 1705, il y loue une maison rue d'Arenberg pour trois ans le 21 juillet 1705 et prend les commandes du théâtre en 1706, avec sa compagne Jeanne-Angélique (de) Châteaulion, qui faisait déjà partie de la troupe en 1705. Entre 1706 et 1708, il fait représenter la plupart des tragédies lyriques de Lully.
Le 5 octobre 1708, il cède son privilège à Francesco Paolo D'Angelis, ainsi que les décors et costumes, qui sont inventoriés.
Le 24 février 1716 il épouse à Saint-Vincent-de-Salers (Cantal) Marguerite du Fayet de La Tour.
Il meurt à Altillac le 20 février 1751. Sur son acte de décès on peut lire qu'il est décédé « de mort subite » au château de La Majorie, âgé d'environ 75 ans, inhumé le 21 « dans l'église d'Altillac, tombeau de ses prédécesseurs ».